# Malaja Višera
Malaja Višera è una città della Russia europea nordoccidentale (oblast' di Novgorod), situata sulle sponde del fiume Višera; dipende amministrativamente dal distretto omonimo, del quale è capoluogo.

## Società

### Evoluzione demografica
Fonte: mojgorod.ru
- 1897: 5.400
- 1926: 9.700
- 1959: 16.100
- 1979: 15.700
- 1989: 15.600
- 2007: 13.100